# Luise Koch
Luise Agnes Koch (Bremen,  11 de octubre de 1860 - Bremen, 14 de marzo de 1934) fue una educadora alemana, política (DDP) y activista por los derechos de las mujeres. 

## Biografía
Koch era la hija del empresario Carl August Koch y su esposa, la profesora de piano Lina Koch Schmahlsteig. Asistió a una escuela privada y luego vivió con sus padres. Trabajó como profesora particular. 
En 1904, fundó el grupo local de la Asociación Alemana para los Derechos de Voto de las Mujeres, que se formó en 1902 (desde 1904: Asociación Alemana para los Derechos de Voto de las Mujeres ) y presidió la Asociación de Bremen de 1904 a 1919. En 1916 fue elegida miembro de la junta directiva de la Asociación Alemana del Reich por los derechos de voto de las mujeres. 
En el movimiento por los derechos de voto, Koch era inicialmente una feminista radical como Lida Gustava Heymann (Hamburgo) y Anita Augspurg (Berlín), con quien estaba relacionada. Alrededor de 1905, los radicales se separaron de las asociaciones de mujeres de clase media. En la discusión sobre los derechos de voto de 1911 a 1913, abogó por el derecho a votar por las mujeres sobre la base del derecho de voto existente, que, con algunas excepciones, era el derecho a elegir una clase a nivel estatal y local. En 1912, esta visión burguesa también se adoptó en el grupo de Bremen, mientras que los socialdemócratas y las mujeres "radicales" de la Asociación de Derechos Electorales lucharon por un derecho igualitario y sin clases para votar por ambos sexos. 
Al comienzo de la Primera Guerra Mundial llamó a alrededor de 600 miembros a luchar menos por sus propios derechos, y más por los intereses de la familia, el pueblo y la patria. 
En 1916, Koch fue elegido miembro de la junta directiva de la Asociación Alemana del Reich por los Derechos de Voto de las Mujeres . En 1917 protestó contra "la inminente reforma de la ley electoral de Bremen [...] que se refiere unilateralmente solo al género masculino". En 1918 estaba lista para trabajar con las mujeres de la Asociación Radical de Derechos de Votación y la Social Democracia. En 1918 se convirtió en miembro de los nuevos grupos unidos de mujeres políticamente interesadas en Bremen, en las que estaban representadas tanto las asociaciones de mujeres con derecho a voto como las socialdemócratas. 
En 1919 Koch se convirtió en miembro del Partido Democrático Alemán (DDP). Ella representó al partido en la Asamblea Nacional constituyente de Bremen de 1919/20, pero no se postuló para la ciudadanía de Bremen . 
A través de su compromiso con el movimiento de derechos de voto de las mujeres, Koch fue una mujer importante en el movimiento de mujeres de Bremen . 
Honores
- La Luise-Agnes-Koch-Platz en Bremen - Hulsberg lleva su nombre.

## Literatura, fuentes
- Romina Schmitter: Koch, Luise Agnes . En: Frauen Geschichte (n), Museo de la Mujer de Bremen (ed.). Edición Falkenberg, Bremen 2016, ISBN 978-3-95494-095-0 .
- Noticias de Bremen del 11. Octubre de 1930: Asociación de Bremen para los derechos de voto de las mujeres .